# Го (река)
Го (яп. 江の川 го:нокава) — река в Японии, протекающая по территории префектур Хиросима и Симане. Самая крупная река региона Тюгоку. Иногда её называют «Тюгоку таро» (яп. 中国太郎). Длина реки Го составляет 194 км. Площадь водосборного бассейна — 3900 км². Средний расход воды — 75,1 м³/с.

## Характеристика
Её исток находится на горе Аса (阿佐山), в посёлке Китахиросима на севере префектуры Хиросима. Сначала она течёт на северо-восток. Оттуда река Го проходит горной грядой Тюгоку. В районе города Миёси она сливается с реками Басэн, Сайдзё и Канносэ и поворачивает на запад. В посёлке Мисато она делает большую петлю и течёт на юго-запад, после чего поворачивает на север и впадает в Японское море в городе Гоцу.
До XIX века название реки Го отличалось в обеих префектурах. Жители Хиросимы называли её Энокава, то есть «река Э», а жители Симане называли её Гонокава — «река Го». Такое отличие в названии происходило от разного прочтения одного и того же иероглифа 江 в слове 江の川, которым означают реку. Его можно читать как «го» и как «э».
Поскольку большая часть реки протекает территорией префектуры Симане, то именно вариант жителей этой префектуры утвердился в качестве официального названия реки.

## Основные притоки
| Река    | Название на японском языке | Площадь бассейна, км² | Длина, км |
| ------- | -------------------------- | --------------------- | --------- |
| Басэн   | 馬洗川                     | 679.5                 | 39.7      |
| Сайдзё  | 西城川                     | 630.8                 | 68.7      |
| Канносэ | 神野瀬川                   | 330.3                 | 83.5      |
| Ято     | 八戸川                     | 296.2                 | 36        |
| Идзуха  | 出羽川                     | 162.5                 | 36        |
| Нигори  | 濁川                       | 92.4                  | 20.4      |

## Населённые пункты, через которые протекает река

### Префектура Хиросима
- Китахиросима
- Акитакада
- Миёси

### Префектура Симане
- Мисато
- Онан
- Кавамото
- Гоцу